# Доповідь Армеля
Доповідь Армеля — доповідь бельгійського міністра закордонних справ П'єра Армеля в грудні 1967 року на засіданні в Брюсселі ради країн-членів НАТО щодо стану НАТО з урахуванням діючої на той час стратегії НАТО — Масована відплата (MC 14/2) за назвою «Майбутні завдання Альянсу».
У своїй доповіді Армель взяв за основу фундаментальну функцію НАТО, яка повинна бути посилена як фактор тривалого миру. При цьому він виділив два основних фактори:
- Достатня військова сила як фактор стримування, і яка також може успішно захищати територію держав-членів.
- В рамках цієї військової безпеки встановити довгострокові міждержавні відносини, з допомогою яких можуть бути вирішені фундаментальні політичні питання.

Звідси випливає, що військова безпека та політика розрядки не тільки не  мають між собою конфлікту, а й доповнюють одна одну. Під безпекою за Армелем розуміється сума оборони та розрядки.
Таким чином всі країни члени НАТО були закликані покращити свою мережу відносин із СРСР, проте без загрози для альянсу і найкраще у рівнонаправленій політиці країн членів НАТО. При цьому припускалося, що східноєвропейські країни будуть ставитися до такого розвитку відносин позитивно, оскільки також зацікавлені у стабільності в Європі. Результатом цієї нової політики мало стати розв'язання питання розділеної Німеччини, що була тоді основною причиною напруги у Європі. Доповідь Армеля знайшла свій відбиток у тому ж 1967 році як нова стратегія Гнучкого реагування (MC 14/3).